# الصقر (مسلسل)
الصقر مسلسل سوري شامي، يقص العديد من الروايات منها زعيم الحارة ومشاكل الحارة إلتي يجب على كبارها حلها والسرقة ومقاومة الأستعمار الفرنسي كطابع سياسي وعن الثأر وجمع الثروة وغيرها من المسلسل من إخراج حسان العياش وتأليف نور عزالدين وبطولة أيمن زيدان، سلوم حداد، سمر سامي، منى واصف، أيمن رضا، وائل رمضان، كندة حنا وغيرهم.

## طاقم العمل
الأبطال الأساسيون
- أيمن زيدان - سلوم حداد
- سمر سامي
- منى واصف
- أيمن رضا
- وائل رمضان
- كندة حنا

والفنان القدير
- غسان مسعود

بطولة
- عبد الهادي الصباغ
- وفاء موصللي
- عبد الفتاح المزين
- علي كريم
- حسام تحسين بيك
- أمانة والي
- ضحى الدبس
- معتصم النهار
- ناهد حلبي
- محمد قنوع
- غادة بشور
- هبة نور
- قمر عمرايا
- أحمد مللي
- هشام كفارنة
- تولين البكري
- نور رافع
- رولا الابيض
- جيانا عنيد
- خلود عيسى

بالأشتراك مع
- زهير رمضان
- فاديا خطاب
- مها المصري
- قيس الشيخ نجيب
- سليم كلاس
- دانا مارديني

ضيوف الشرف
- باسل خياط
- أمل بوشوشة
- سليم صبري
- محمد خير الجراح
- مرح جبر
- رامز الأسود
- رواد عليو
- ناصر وردياني - هدى شعراوي
- لمى إبراهيم - علاء زعبي
- لونا أبو درهمين - لينا دياب

مع النجمين
- رشيد عساف - سلاف فواخرجي